# Jaroslav Králík
Jaroslav Jan Králík (22. května 1924 Rokytnice u Vsetína – 2. března 1999 Praha) byl český malíř a grafik.

## Život

### Rodina
Narodil se do rodiny ruského legionáře a úředníka Jaroslava Králíka a Marie Králíkové, rozené Jedličkové. Křestní jméno Jan dostal po dědečkovi z matčiny strany Janu Jedličkovi, okresním tajemníkovi ve Vsetíně. Od roku 1933, až do otcovy smrti v roce 1936, žila rodina v Prostějově, odkud se posléze vrátila zpátky do Vsetína. Jeho manželkou byla Erna Berta Králíková, rozená Simon. Jeho synem je Jan Králík (* 6. 5. 1954), autor naučné literatury o dopravě, sportu a propagátor jízdy na velocipedu.

### Studentské období
V letech 1936 až 1939 navštěvoval reálné gymnázium ve Vsetíně, odkud přešel na vsetínskou Vyšší průmyslovou školu strojnickou. V době studií byl aktivním účastníkem Sokola, plachtařského kroužku a volný čas věnoval i hře na housle a malování.
Králíkova výrazného uměleckého nadání si jako první všiml akademický malíř František Hlavica, děkan Fakulty architektury a pozemního stavitelství a profesor krajinářského a figurálního kreslení na VUT v Brně. V prostředí malého provinčního města a období okupace, mu od roku 1940 začne otevírat nedostupné obzory světa umění, zasvěcovat ho do malířského řemesla a stane se nejen výtvarným mentorem, ale i klíčovou osobností počátků jeho profesního života.

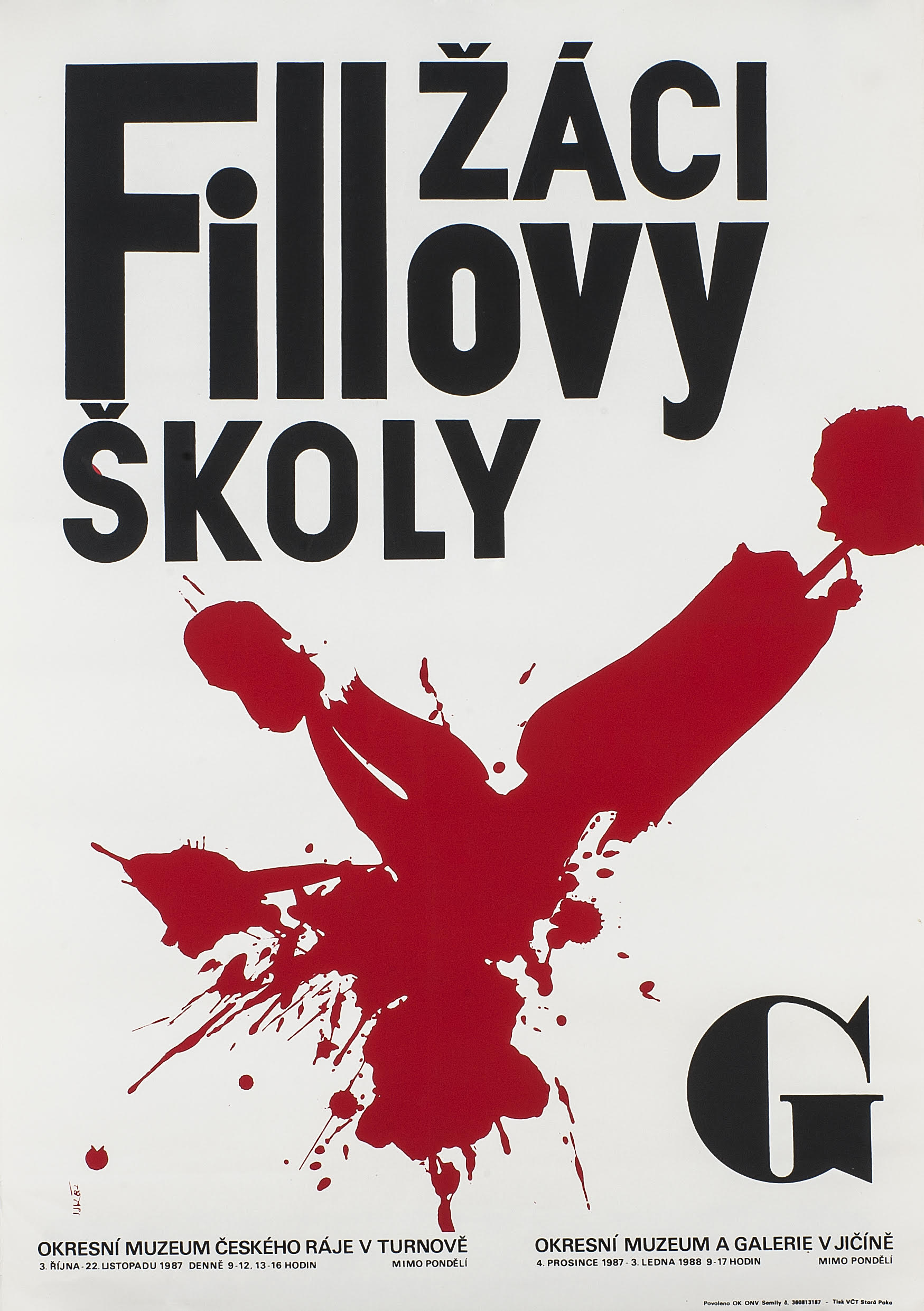
Plakát k výstavě Žáci Fillovy školy, 1987

Po maturitě na Střední průmyslové škole strojnické ve Vsetíně navštěvoval od r. 1945 Akademii výtvarných umění, odkud po roce odešel na Vysokou školu uměleckoprůmyslovou v Praze, kde v letech (1946-48) studoval v ateliéru monumentální malby u prof. Emila Filly. Mezi jeho spolužáky v ateliéru patřili umělci jako Karel Vaca, Jaroslav Klápště, Čestmír Kafka, Vladimír Jarcovják nebo sestry Květa Válová a Jitka Válová. Svá studia přerušil po dokončení sedmého semestru, a to patrně kvůli svatbě s Ernou Bertou Simonovou v září 1948.

### Výtvarná společnost okolo Jaroslava Králíka

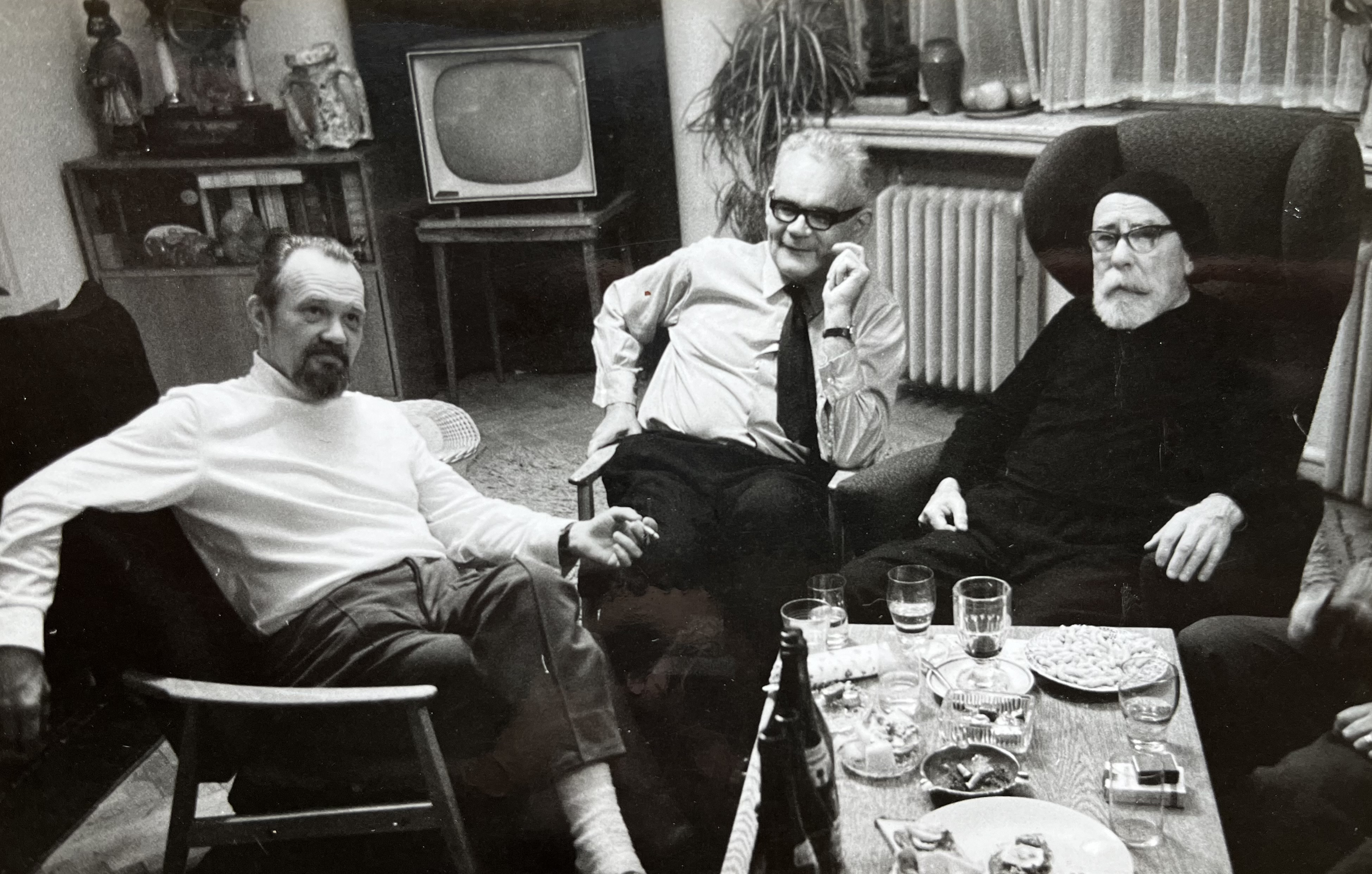
Jaroslav Králík s Janem Zrzavým v roce 1972.

V okruhu Jaroslava Králíka se po celou dobu jeho života pohybovala řada významných českých umělců, se kterými si dovedl vytvořit blízká přátelství, navzdory jejich rozdílnému věku. Mezi nimi třeba František Tichý, Richard Fremund, Kamil Lhoták, Antonín Strnadel, Václav Sivko, Zdenek Sklenář nebo Alois Fišárek. 

### Úmrtí
Jaroslav Králík zemřel 2. března 1999 v Praze ve věku 74 let.

## Dílo

### Reklamní a grafická tvorba
Už během studentských let tíhl Jaroslav Králík ke grafice a užitému umění. V roce 1947 se Králíkovi podařilo vyhrát konkurz na návrh inzerátu pro nymburskou firmu Vantoch, vyrábějící griotku. Po předčasném ukončení studií se rozhodl profesně věnovat reklamě a užitému umění. Již v roce 1948 figuruje jako člen v ročence Reklubu a v témže roce publikuje francouzský časopis Publi Mondial práce několika mladých československých grafiků, mezi nimi i Králíka a šest jeho reklamních inzerátů, včetně práce pro likérku Vantoch.

### 50. a 60. léta
Po přerušení studia nastoupil povinnou vojenskou službu. Po návratu z vojny se umělecky spojil s grafiky a výtvarníky Jaroslavem Mařanem a Bedřichem Votrubou, se kterými založil skupinu Kra-Ma-Vot. Pod tímto názvem organizovali společné výstavy a signovali grafické práce. Skupina se v druhé polovině 50. let samovolně rozešla.
Na přelomu 50. a 60. let získává Králík vlastní ateliér na Žižkově v Přemyslovské ulici 33, ve kterém po jeho rekonstrukci působí až do konce svého života.
Jednou z prací, na které se v 50. letech podílel, byla významná publikace Stories of men and machines, vytvořená k úspěšné československé účasti na Expu ´58 v Bruselu. V knize, oceněné zlatou medailí, spojil svou grafickou tvorbu s texty Ludvíka Aškenázyho a fotografů Jana Lukase, Viléma Heckela a Petra Zory.
Asi nejvýznamnější prací Jaroslava Králíka z 50. let je vitráž pro kulturní dům v Karviné, realizovaná v roce 1959. Motiv geologických zlomů Ostravsko-karvinské pánve dosahuje rozměrů 4 × 16 m a byl realizován skláři z Nového boru.
Z téhož roku pochází i další monumentální práce, a to okno vstupní haly University Františka Palackého v Olomouci.

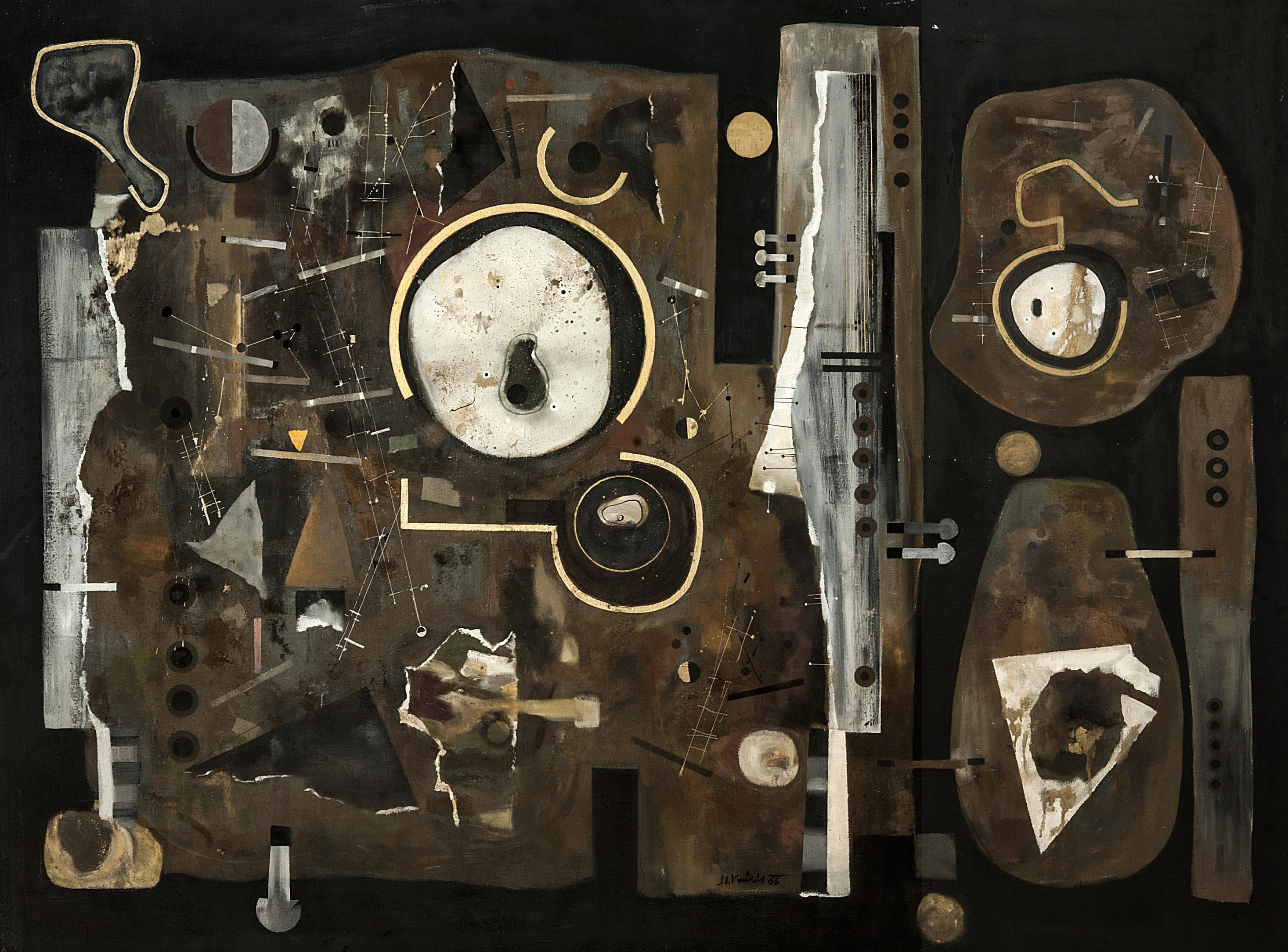
Velké pastorále, 1966

#### Litografie

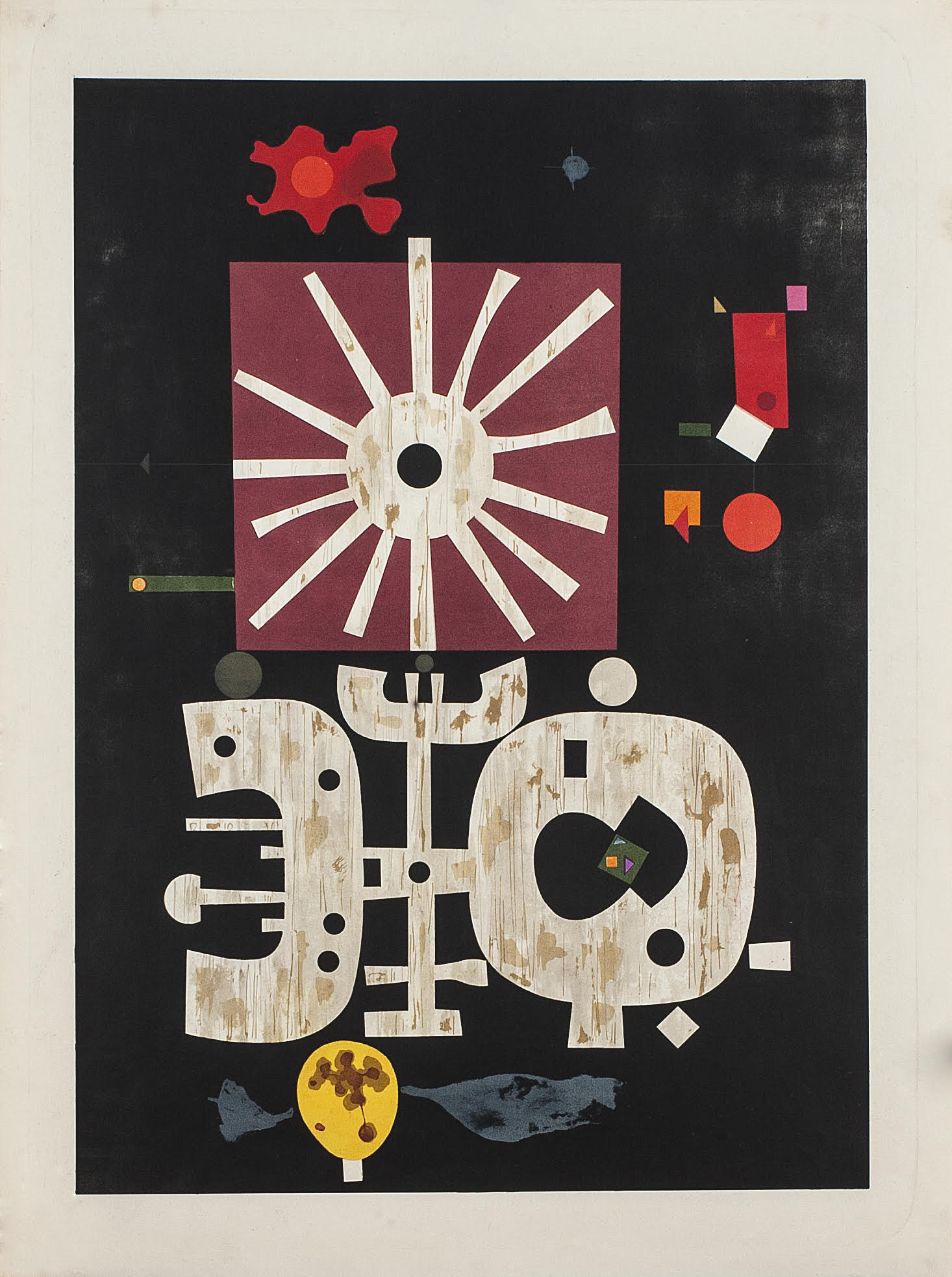
Konstelace, 1964

Volné tvorbě se Králík cíleně věnoval od roku 1963 a spolu s dalšími výtvarníky Jaroslavem Novákem, Zdeňkem Sklenářem, Karlem Vysušilem a Josefem Týfou zakládá skupinu LG5, zaměřenou na litografii. Cílem byla touha experimentovat v oblasti barevné litografie, tištěné z jednoho kamene a realizovat výsledné dílo sami, od výtvarného nápadu až po samotný tisk. První barevná litografie vznikla téhož roku a další tři v následujícím roce pod souborným názvem Konstelace I – IV a tři černobílé litografie se zlatými prvky s názvem Černé konstelace I – III. K litografii se Králík vrátil ještě jednou v roce 1968, při tvorbě menších černobílých litografií se zlatými prvky.

#### Gobelíny
Králík je autorem mnoha návrhů pro výtvarné objekty v uměleckém prostoru. Mezi nimi například návrh goblénu do hudební síně v Domě československých dětí na Pražském hradě z roku 1963 a goblén s motivem sklářské pece pro Muzeum skla a bižuterie v Jablonci nad Nisou z roku 1966.
V roce 1972 si u Králíka gobelín nesoucí název Magnetická pole objednala galerie Baukunst v německém Kolíně nad Rýnem a v roce 1974 měl možnost vytvořit gobelín do nové expozice vsetínského zámku, kde v zadaném tématu Valašsko bojující mohl zhmotnit své vzpomínky na rodnou krajinu a klukovská léta, naplněná příběhy o zbojnících z knihy malíře Jana Kobzáně.

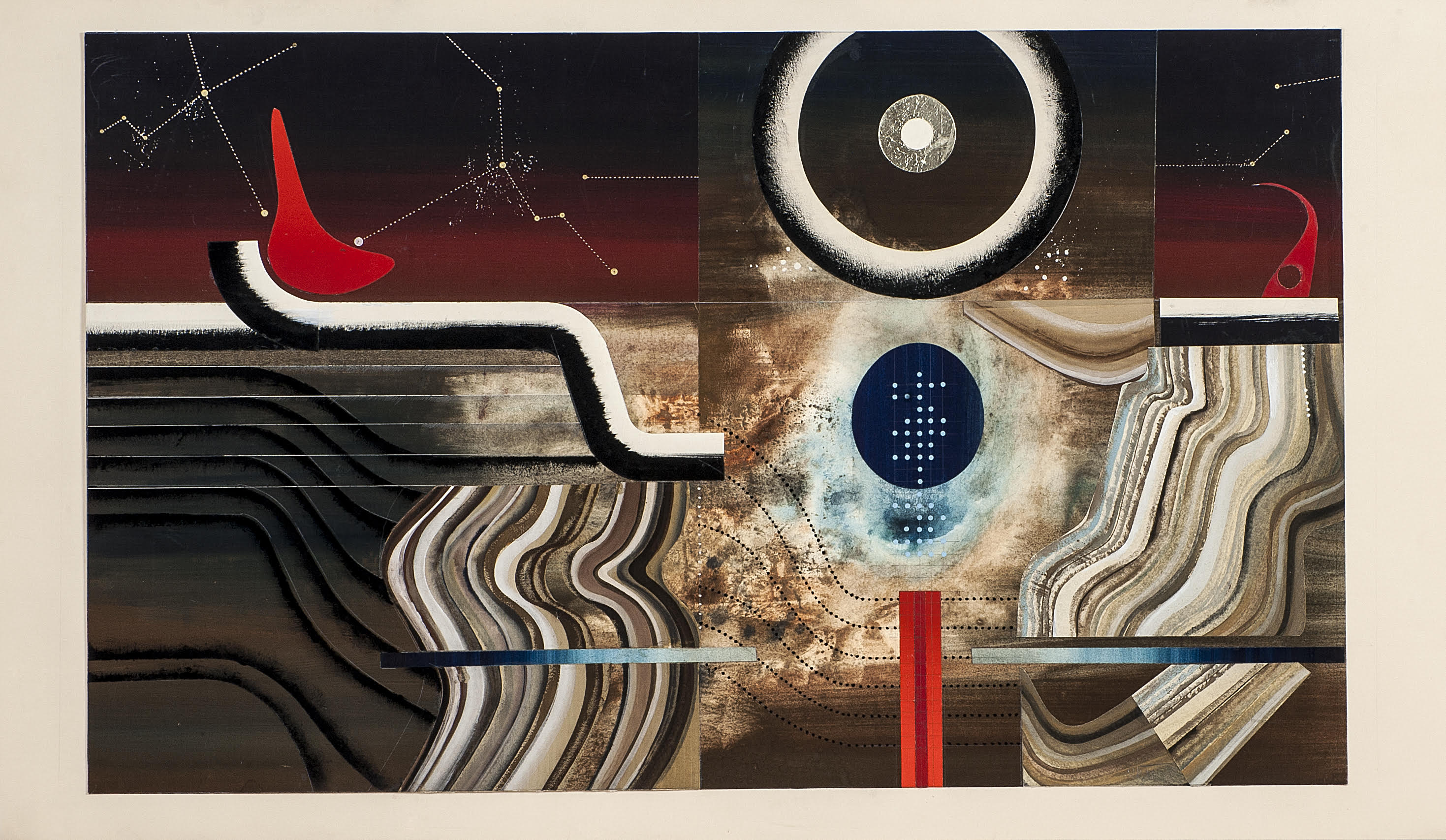
Návrh na gobelín do vstupní haly PZO Motokov, 1979

V roce 1979 Králík vytváří dva gobelíny o rozměrech 270 × 450 cm do vstupní haly nově vybudované budovy Motokovu. Obě díla se z prostoru ztratila krátce po roce 1989 po privatizaci objektu.

### Období po roce 1968
| „                 | Svoboda projevu není věcí povolení nebo zákazu. Svoboda projevu je výsledkem poznání a absolutní potřebou vyslovit poznané, děj se co děj. Nelze ji tedy administrativně povolit ani zakázat. Každý si ji musí vybojovat sám v sobě. | “ |
| — Jaroslav Králík | |   |

#### Koláž

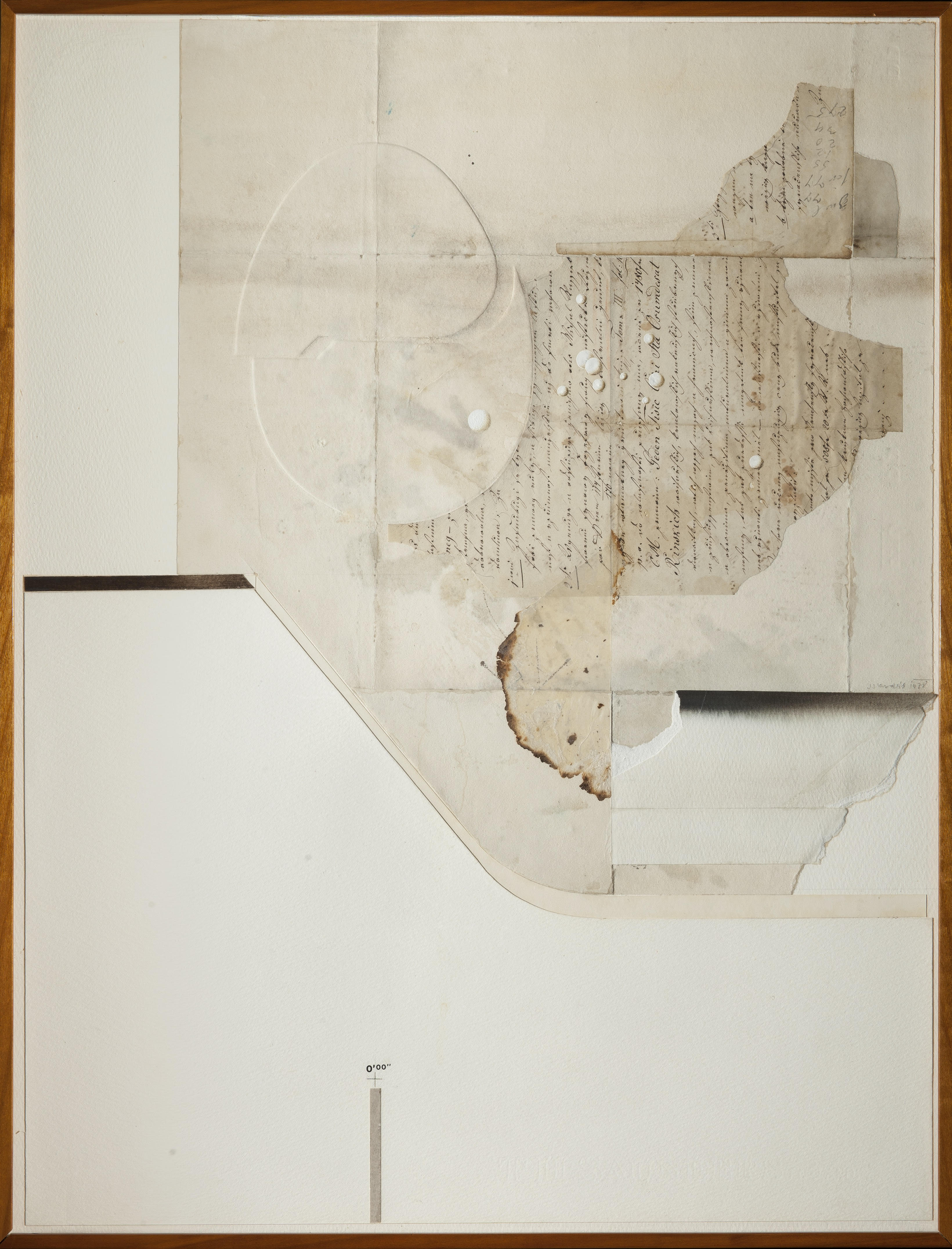
Dialog času ze sbírky Národní galerie v Praze, 1978

V období nastupující normalizace se Králík přestává věnovat malbě a přiklání se k tvorbě svých typických koláží, tvořených z útržků kreseb a papírů, nesoucích stopy barev, kaněk, poznámek a škrtů, doplněných zpravidla dokonalou kresbou detailů rozličných předmětů jako kobylky hudebních nástrojů a suků. Od roku 1976 začíná ve svých kolážích používat citace a výjevy z děl Hieronyma Bosche a následně i Matthiase Grünewalda, Pietera Bruegela, Albrechta Durera či Sandra Boticelliho. Vybírá si detaily z jejich díla, které opakuje a konfrontuje se svým světem. Do svých obrazů nejprve komponuje historické zápisy písařů s útržky soudních sporů, posledních vůlí a kupních smluv. Později do nich kóduje zprávy o stavu světa a vesmíru, které divák může hledat v útržcích papíru, motouzech, ohlazených kamenech či záplatách z pytloviny. Ve svých dílech neustále rozvíjí dialog s časem.

#### Výstavnictví

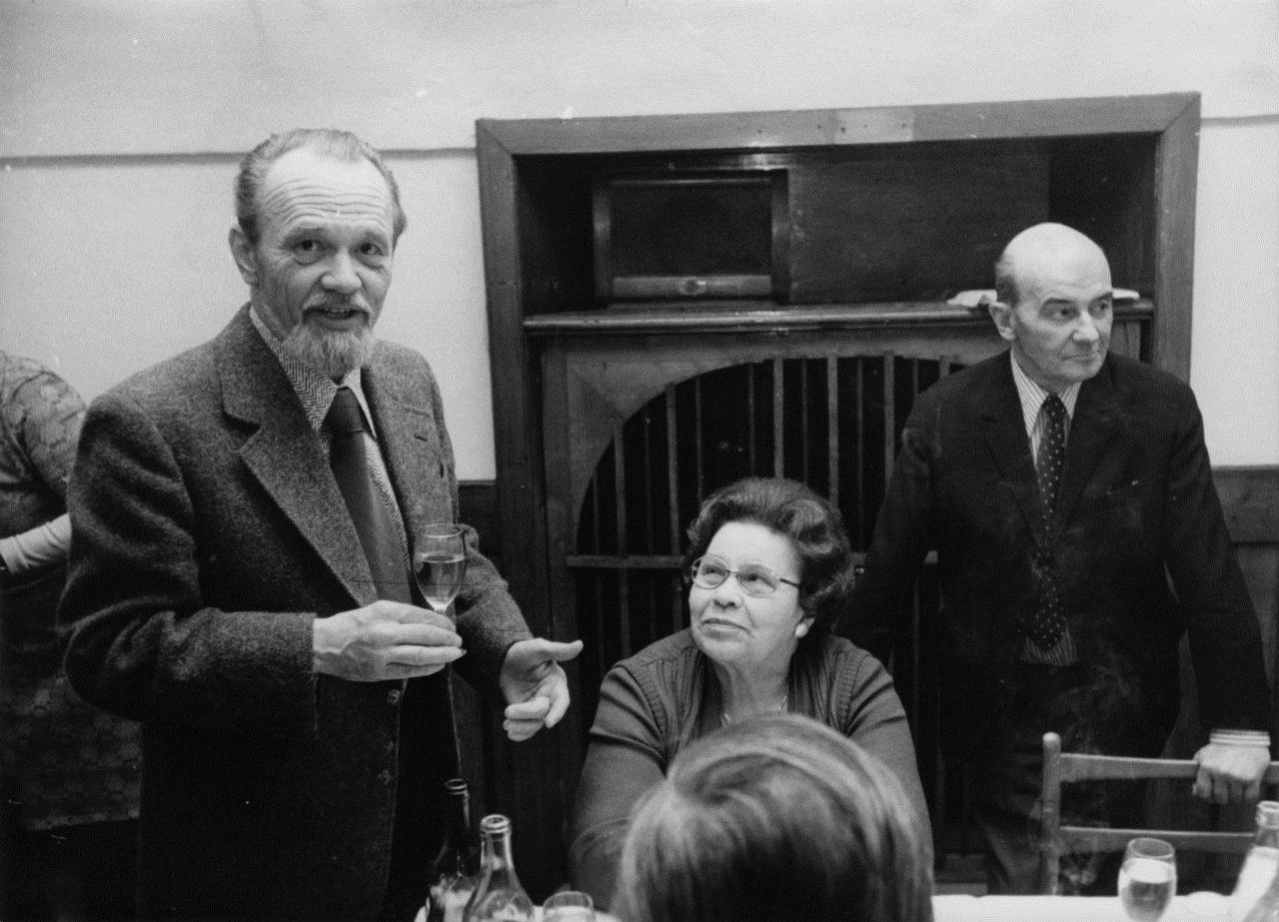
Jaroslav Králík, Anna Endrštová a Kamil Lhoták, 1979

Hlavní existenční aktivitou se v období nastupující normalizace stala spolupráce s architekturou a grafický design. Všestrannost, typická pro jeho uměleckou generaci, přinesla Králíkovi mimo jiné i mezinárodní úspěchy v oblasti výstavnictví, jako například jeho grafické ztvárnění československé výstavy v Santiagu de Chile, které bylo v roce 1969 oceněno zlatou medailí. V tomto oboru mohl uplatnit zejména svůj mimořádný cit pro barevné a světelné hodnoty prostoru.

### 80. léta

#### Suchá jehla
Na začátku 80. let se Králík přiklání k časově i fyzicky náročné technice suché jehly, u kterých se soustředí na ruční práci, neulehčenou jinými prostředky. Grafické listy tvořené touto technikou vycházely v malých nákladech, zpravidla do 25 kusů, které zaručovaly kvalitu vytištěných listů. Obrazy i grafické listy té doby mají společného jmenovatele v harmonii a projevuje se v nich muzičnost a muzikálnost.

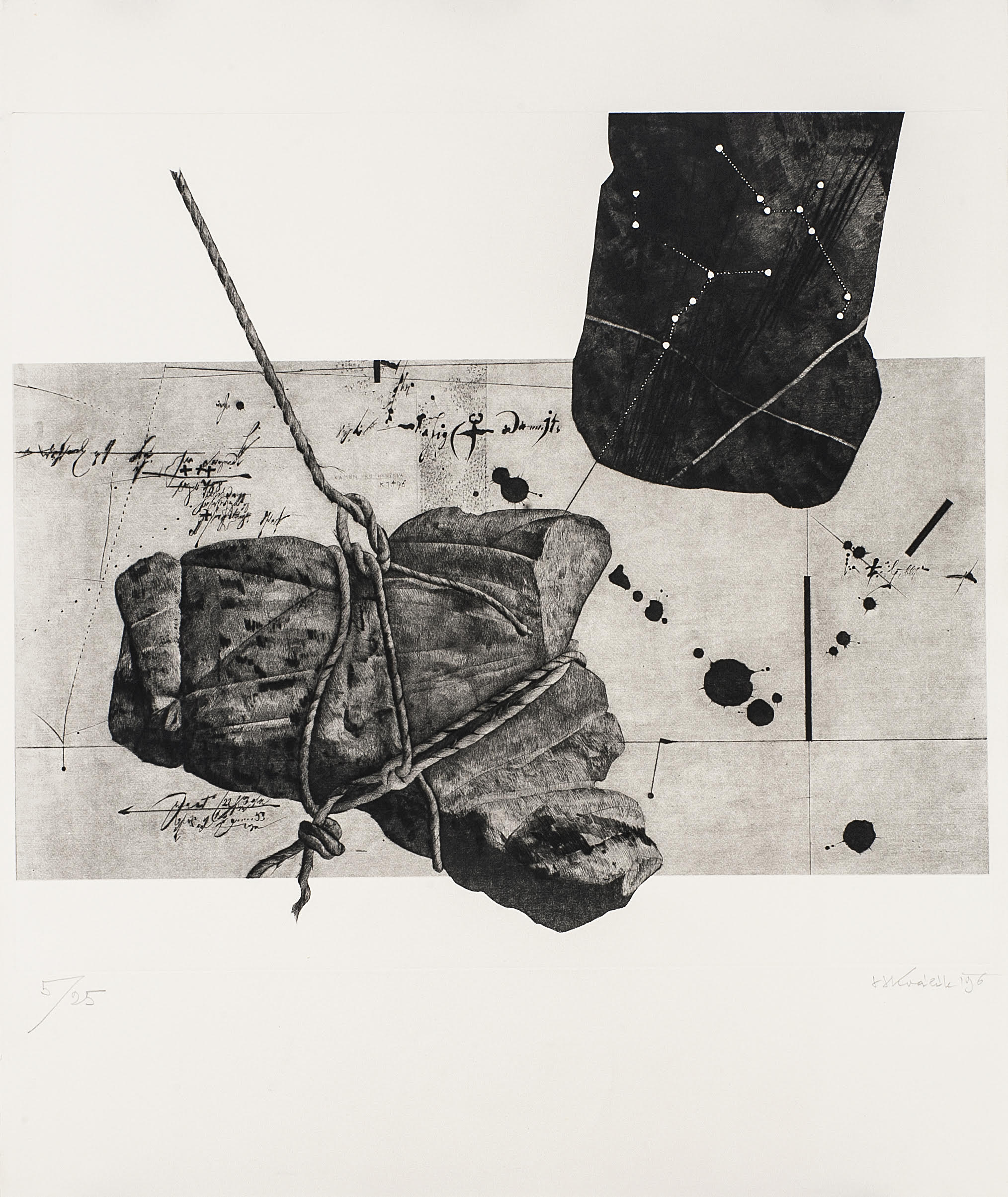
Kámen pro Hanýska, 1996

Kresbu bral Králík jako rovnocennou ostatním výtvarným disciplínám a kresbu jako základ grafiky považoval za neúprosný arbitr její kvality. Touto technikou je zastoupen například v souboru vydaném ke 100. výročí narození Emila Filly z roku 1982, ke 30. výročí Semaforu nebo v kolekci k 70. narozeninám Miroslava Horníčka.
| „                 | Bílá – to je ticho plné zázraků a krásných tajemství. Bílá je těhotná všemi možnostmi, proto je dárkyní neomezené svobody, která je ale na druhé straně k umělci neúprosně přísná. Čím je jí totiž více, tím rostou její nároky na kázeň a řád. A pokoru před tajemstvím života. | “ |
| — Jaroslav Králík | |   |

### Období po roce 1989
Po sametové revoluci v listopadu roku 1989 se na Králíkově tvorbě nic zásadního nezměnilo. Od počátku 90. let se jeho osobě začala věnovat kurátorka a historička umění PhDr. Simeona Hošková, která Králíka zařadila mezi své kmenové autory a starala se o prezentaci jeho díla.

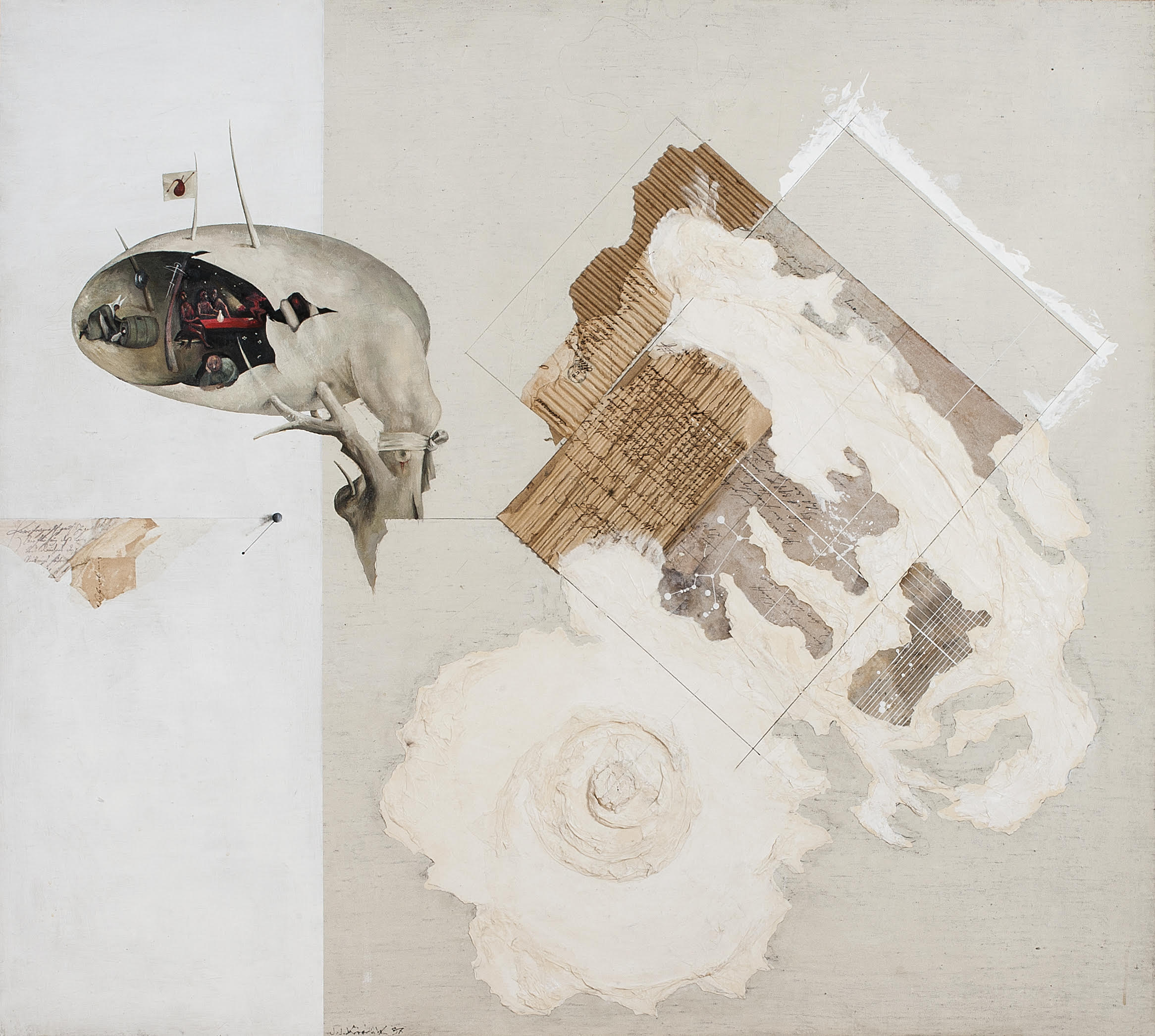
Boschova chvíle, 1997

Po listopadu se Králík angažuje v obnoveném Spolku výtvarných umělců Mánes, účastní se jeho aktivit a stává se jeho místopředsedou. Spolu s ostatními se bezúspěšně podílel na navrácení budovy Galerie Mánes, zabavené spolku předchozím režimem. Podobnou aktivitu vyvíjí i ve Svazu českých umělců grafiků SČUG Hollar.

#### Grafika
V roce 1993 vypravil dvěma grafikami a obálkou bibliofilský tisk Emila Juliše Vážné radosti. V roce 1996 doprovodil třemi grafikami sbírku Jana Skácela Talisman. V témže roce jsou jeho grafiky součástí dvou sborníků Karel Hynek Mácha očima grafiků a Máj. V roce 1997 je zastoupen v souboru Česká grafika.

#### Poštovní známka

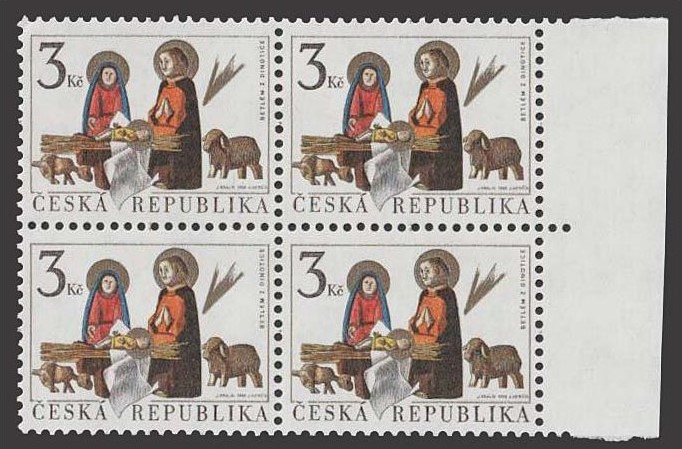
Vánoce, 1996

Králík je autorem poštovní známky z roku 1996 s názvem Vánoce. Motivem je zde rodina z betlému, který autor před lety získal od Josefa Heji, insitního umělce, pasáčka ovcí a dřevorubce z Valašska.

## Výstavy
První samostatnou veřejnou výstavou byla desetiletá malířská retrospektiva, uspořádaná v Praze v roce 1968. O skicách z Valašska, obrazech Šedá sonáta, Vánoční minuta nebo Malé pastorále píše historik umění Josef Lev Nerad jako o objeveném hájemství prvotních dojmů a prožitků v dětství v nové metamorfóze tvarů. Až do roku 1979 šlo o poslední výstavu na domácí půdě, kdy mu bylo povoleno vystavit své koláže v Malé galerii Československého spisovatele.
V roce 1966 uspořádalo Museum Folkwang Essen výstavu Čtrnáct grafiků z Prahy, kde byl Jaroslav Králík zastoupen mezi jmény jako Vladimír Boudník nebo Karel Malich. Jeho grafiky zaujaly i galeristu Adolfa Rӧdera z Wuppertalu, se kterým si od léta 1968 začali dopisovat, což po dlouhém procesu příprav a schvalování ze strany státu vyústilo v první samostatnou Králíkovu výstavu, konanou za železnou oponou. Její vernisáž proběhla 3. května 1970. Na dalších výstavách, konaných v roce 1971 v Markische Museum der Stadt Witten a v galerii Runhof v Kolíně nad Rýnem, vystavoval spolu s německým výtvarníkem Horstem Lerchem. Pokračující série německých výstav vyústila i v cenu Dr. Ludwig-Lindner-Preis, kterou v roce 1974 Králíkovi udělila skupina RBK.

### Výstavy skupinové
1965 Skupina LG5, Hollar, Praha
1966 14 Graphiker aus Prag, Museum Folkwang, Essen
1982 Witte-Baumgartner, Kafka, Králík, Šimek, Berlin,
1989 CIAE Art Fair Chicago
1991 Papier aus Prag – Tschechische Graphik, Saarbrücken
1991 DUNA, Mestres Txecoslovacs Contemporanis, Barcelona,
1992 Členská výstava SVU Mánes, Praha
1994 80 Jaar Tsjechische collage, Galerie Groll, Naarden
1995 Inter–Kontakt–Grafik ʼ95, Prague–Cracow
1996 The Art of Paper Collage, Washington

### Výstavy samostatné
1968 Galerie Čs. spisovatel, Praha
1970 Galerie Röderhaus–Palette, Wuppertal
1971 Galerie Runhof, Köln a/R.
1979 Malá galerie Čs. spisovatele, Praha
1981 Galerie bratří Čapků, Praha
1985 Galerie Dahlem-Dorf, Západní Berlín
1988 Papežský hrad, Avignon
1989 Galerie Mladá fronta, Praha
1993 Středoevropská galerie, Praha
1997 Portheimka, Praha
2000 SČUG Hollar, Praha

## Působení v uměleckých skupinách
- Společně s Jaroslavem Novákem, Zdeňkem Sklenářem, Karlem Vysušilem a Josefem Týfou byl členem skupiny pražských grafiků LG 5[25], která usilovala o obrodu ruční barevné litografie[26]

- Členem Mezinárodní skupiny Kruh výtvarných umělců ve Wuppertalu[27]

- Od roku 1990 stál u obnovení Spolku výtvarných umělců Mánes[1]

## Zastoupení v uměleckých sbírkách
Svými díly je zastoupen v galeriích, muzeích a soukromých sbírkách v Evropě, Severní Americe a Asii.
- Národní galerie Praha
- Museum von der Heydt, Wuppertal
- Museum Folkwang, Essen
- Sammlung "R", Wuppertal
- Soukromé sbírky v SRN, Francii, Holandsku, Švédsku, Belgii, USA, Japonsku, Švýcarsku, Velké Británii a dalších zemích [24]